# Брукс, Мел
Мел Брукс (англ. Mel Brooks, при рождении Мелвин Джеймс Камински — англ. Melvin James Kaminsky; род. 28 июня 1926[…], Браунсвилл, Нью-Йорк) — американский кинорежиссёр, сценарист, актёр и кинопродюсер, известный благодаря своим кинопародиям и фильмам-фарсам, таким как «Молодой Франкенштейн», «Космические яйца», «Сверкающие сёдла» и другим. Лауреат премии «Оскар» (1969) за оригинальный сценарий к своему режиссёрскому дебюту «Продюсеры». В 2023 году Мел Брукс был удостоен премии «Оскар» за выдающиеся заслуги в кинематографе.

## Биография
Мелвин Джеймс Камински родился в Нью-Йорке (США), в семье иммигрантов из бывшей Виленской губернии. Первым языком будущего актёра был идиш, который он впоследствии использовал в своих комедиях (наиболее известен в его исполнении говорящий на идише вождь индейского племени, в картине «Сверкающие сёдла»). После того как его отец Макс, работавший судебным курьером, умер, когда Мелу было два года, заботы о многодетной семье и воспитании детей взяла на себя их мать Кейт. Детство провёл в Бруклине, в районе Уильямсберг, по вечерам часто посещая кинотеатры, где шли немые комедии с участием Чарли Чаплина.
После службы в армии работал в Лас-Вегасе уборщиком в казино, пока однажды, по просьбе директора — не вышел на сцену вместо артиста стенд-апа. Первоначально выступал под фамилией матери — Брукман, позднее сократил его до Брукс. Так же — он играл на барабане у Бадди Рича, потом стал актёром и позже — режиссёром, потом работал на телевидении, ставил собственное телевизионное шоу, написал несколько сценариев для «Маппет-шоу» (там же озвучивал одну из кукол — профессора Крассмана), сериала «Напряги извилины».
Первый фильм «Продюсеры» (1968), о продюсерах-аферистах — принёс ему «Оскара» за лучший сценарий. Следующий фильм «Двенадцать стульев» (1970), по роману Ильи Ильфа и Евгения Петрова — оказался неудачным, и после этого он больше не экранизировал классику.
Новая удача пришла только четыре года спустя: комедия «Сверкающие сёдла» (1974) открыла Мела Брукса, как талантливого пародиста — так он и вошёл в историю мирового кино. Следующий фильм-пародия «Молодой Франкенштейн» (1975), по сценарию Джина Уайлдера, сыгравшего в фильме доктора Франкенштейна — прочно укрепил репутацию Брукса, как комедианта. Фильм был снят на чёрно-белой плёнке и ему предрекали провал, однако этого не произошло.
Следующим был эксперимент со звуком — «Немое кино» (1976): фильм, созданный по канонам немого кино, в детстве так любимого Бруксом. Далее он снял ещё несколько пародий: «Страх высоты» (1977) (на триллеры Альфреда Хичкока), «Всемирная история, часть первая» (1981) (на исторические фильмы), «Космические яйца» (1987) (на «Звёздные войны» Джорджа Лукаса, «Звёздный путь» Джина Родденберри и «Чужих»), «Робин Гуд: Мужчины в трико» (1993) (на блокбастер «Робин Гуд: Принц воров») и «Дракула: Мёртвый и довольный» (1995) (на фильмы о графе Дракуле и роман Брэма Стокера в частности). Также Мел Брукс снял и непародийный фильм: «Жизнь — дерьмо» (в другом переводе «Деньги не пахнут», 1991).

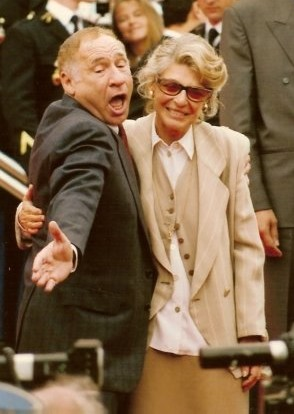
Брукс и Бэнкрофт на Каннском кинофестивале, 1991 год

Также режиссёр выступал как актёр в своих фильмах, играя маленькие роли: дворник Тихон в «Двенадцати стульях», вождь и губернатор в «Сверкающих сёдлах», ребе в фильме «Робин Гуд: мужчины в трико», или же главные роли: доктор Ван Хельсинг в кинокартине «Дракула: Мёртвый и довольный», Мел Фан в «Немом кино», президент Дрист и Великий Йогурт в комедии «Космические яйца» и Годдарт Болт (Пепто) в «Жизнь — дерьмо». Имя Мела Брукса неоднократно упоминается в мультипликационном сериале «Симпсоны», а однажды Гомеру даже довелось подвозить Брукса на такси в эпизоде Homer vs. Patty and Selma.
Также, Мел Брукс пишет песни к собственным фильмам: рэп в фильмах «Робин Гуд: Мужчины в трико» и «Быть или не быть», «Страх высоты» в одноимённом фильме. Благодаря такой всеядности Брукс (режиссёр, сценарист, композитор, актёр) — получил прозвище среди фанатов «Человек-оркестр».
Брукс спродюсировал и снялся в ремейке фильма Эрнста Любича 1942 года «Быть или не быть». Его версию 1983 года поставил Алан Джонсон, в нём снялись Брукс, Энн Бэнкрофт, Чарльз Дёрнинг, Тим Мэтисон, Хосе Феррер и Кристофер Ллойд. Фильм получил международную известность благодаря включению в саундтрек противоречивой песни «To Be or Not to Be (The Hitler Rap)» (с англ. — «Быть или не быть (Гитлеровский рэп)»), высмеивающей немецкое общество 1940-х годов, в которой Брукс сыграл Гитлера.
Мел Брукс основал киностудию Brooks Film, на которой был выпущен фильм Дэвида Линча «Человек-слон» (в своё время ходили шутки по поводу того, как смогут снять драму на студии комедийного режиссёра). Брукс спродюсировал ещё несколько фильмов: «Быть или не быть» (1983), «Муха» (1986), «Муха 2» (1989), «Продюсеры» (ремейк 2005 года).
В настоящее время Брукс уже не занимается режиссёрской деятельностью, однако активно играет в кино и телесериалах, а также озвучивает анимационных персонажей. В 2007 году вышла мультипликационная версия «Космических яиц», состоящая из двадцати 25-минутных серий.
В 2001 году вошёл в список ЭГОТ, будучи обладателем «Эмми», «Грэмми» и «Оскар», и «Тони». В июне 2013 года Брукс был удостоен премии Американского института киноискусства за жизненный вклад в мировой кинематограф, став самым старым человеком после Лиллиан Гиш, награждённым этой наградой. В сентябре 2016 года был удостоен Национальной медали в области искусств за то, что «на всю жизнь научил мир смеяться».
В 2022 году выйдет анимационная экшн-комедия «Пёс-самурай и город кошек», вдохновлённая фильмом Мела Брукса «Сверкающие сёдла». Мел озвучил одного из главных героев картины — Шогана, правителя города Какамучо.
В июне 2025 года режиссёр объявил о скором выходе в кинотеатрах фильма «Космические яйца 2».

## Личная жизнь
С 1951 по 1961 года Брукс был женат на Флоренс Баум, родившей ему троих детей: Стефани, Никки и Эдди.
Вторым браком Мел Брукс был женат на актрисе Энн Бэнкрофт, которая умерла в 2005 году; их единственный общий ребёнок, Макс Брукс — стал писателем и сценаристом.

## Фильмография

### Актёр
| Год       |     | Русское название                             | Оригинальное название                             | Роль                                   |
| --------- | --- | -------------------------------------------- | ------------------------------------------------- | -------------------------------------- |
| 1951      | с   | Шоу Милтона Берла                            | Texaco Star Theatre Starring Milton Berle         | приспешник уличного торговца           |
| 1961      | с   | Шоу Стива Аллена                             | The New Steve Allen Show                          | 2000-летний человек                    |
| 1963      | мф  | Критик                                       | The Critic                                        | рассказчик                             |
| 1968      | ф   | Продюсеры                                    | The Producers                                     | певец                                  |
| 1969      | с   | Хохмы Роуэна и Мартина                       | Laugh-In                                          | приглашённый актёр                     |
| 1969      | ф   | Патни Своуп                                  | Putney Swope                                      | мистер Забудь Это                      |
| 1970      | ф   | Двенадцать стульев                           | The Twelve Chairs                                 | дворник Тихон                          |
| 1971—1977 | мс  | Электрическая компания                       | The Electric Company                              | мультяшный блондин                     |
| 1974      | ф   | Сверкающие сёдла                             | Blazing Saddles                                   | губернатор Лепетомейн / вождь индейцев |
| 1974      | тф  | —                                            | Free to Be… You & Me                              | малыш                                  |
| 1974      | ф   | Молодой Франкенштейн                         | Young Frankenstein                                | разные персонажи                       |
| 1974      | тф  | —                                            | The 2000 Year Old Man                             | 2000-летний человек                    |
| 1975      | с   | Гнилое старое время                          | When Things Were Rotten                           | стражник                               |
| 1975      | ф   | Приключения хитроумного брата Шерлока Холмса | The Adventure of Sherlock Holmes’ Smarter Brother | Брунер                                 |
| 1976      | ф   | Немое кино                                   | Silent Movie                                      | Мел Фанн                               |
| 1977      | ф   | Страх высоты                                 | High Anxiety                                      | доктор Ричард Торндайк                 |
| 1978      | тф  | Любопытная газета                            | Peeping Times                                     | Адольф Гитлер                          |
| 1979      | ф   | Маппеты                                      | The Muppet Movie                                  | профессор Макс Крассмен                |
| 1981      | ф   | Всемирная история, часть первая              | History of the World, Part I                      | разные персонажи                       |
| 1983      | ф   | Быть или не быть                             | To Be or Not to Be                                | доктор Фредерик Бронски                |
| 1987      | ф   | Космические яйца                             | Spaceballs                                        | президент Дрист / Йогурт               |
| 1990      | с   | Шоу Трейси Ульман                            | The Tracey Ullman Show                            | Базз Шлангер                           |
| 1990      | ф   | Уж кто бы говорил 2                          | Look Who’s Talking Too                            | человек в туалете                      |
| 1991      | ф   | Жизнь — дерьмо                               | Life Stinks                                       | Годдард Болт                           |
| 1992      | кор | —                                            | Mickey’s Audition                                 | кинорежиссёр                           |
| 1993      | ф   | Робин Гуд: Мужчины в трико                   | Robin Hood: Men In Tights                         | раввин Тукман                          |
| 1993      | с   | Фрейзер                                      | Frasier                                           | Том                                    |
| 1994      | ф   | Молчание ветчины                             | The Silence of the Hams                           | гость                                  |
| 1994      | ф   | Маленькие негодяи                            | The Little Rascals                                | мистер Уэллинг                         |
| 1995      | мс  | Симпсоны                                     | The Simpsons                                      | в роли самого себя                     |
| 1995      | ф   | Дракула: Мёртвый и довольный                 | Dracula: Dead and Loving It                       | профессор Абрахам Ван Хельсинг         |
| 1996—1999 | с   | Без ума от тебя                              | Mad About You                                     | дядя Фил                               |
| 1998      | мф  | Принц Египта                                 | The Prince of Egypt                               | н/д                                    |
| 1999      | ф   | Без царя в голове                            | Screw Loose                                       | Джейк Гордон                           |
| 2000      | ф   | На вилле                                     | Up at the Villa                                   | человек на вокзале                     |
| 2000      | в   | Секс, ложь и видеонасилие                    | Sex, lögner & videovåld                           | пожилой мужчина в стрессе              |
| 2001      | мс  | Детки из класса 402                          | The Kids from Room 402                            | мистер Миллер                          |
| 2002      | мф  | Очень маппетовское рождественское кино       | It’s a Very Merry Muppet Christmas Movie          | Джо Сноу                               |
| 2003      | мс  | Приключения Джимми Нейтрона, мальчика-гения  | The Adventures of Jimmy Neutron: Boy Genius       | Санта-Клаус                            |
| 2003—2007 | мс  | Приключения Пигли Уинкса                     | Jakers! The Adventures of Piggley Winks           | Уайли                                  |
| 2004      | с   | Умерь свой энтузиазм                         | Curb Your Enthusiasm                              | в роли самого себя                     |
| 2005      | мф  | Роботы                                       | Robots                                            | мистер Бигвелд                         |
| 2005      | ф   | Продюсеры                                    | The Producers                                     | голубь Хильда / кот Том                |
| 2008—2009 | мс  | Космобольцы                                  | Spaceballs: The Animated Series                   | президент Дрист / Йогурт               |
| 2010      | в   | —                                            | Ruby’s Studio: The Feelings Show                  | рассказчик                             |
| 2010      | мс  | Гленн Мартин                                 | Glenn Martin DDS                                  | собачник                               |
| 2011      | мс  | Специальный агент Осо                        | Special Agent Oso                                 | дедушка Мел                            |
| 2011      | с   | Шоу Пола Райзера                             | The Paul Reiser Show                              | злой кот                               |
| 2014      | мф  | Приключения мистера Пибоди и Шермана         | Mr. Peabody and Sherman                           | Альберт Эйнштейн                       |
| 2014      | мс  | Даша-путешественница                         | Dora the Explorer                                 | Безумный Шляпник                       |
| 2015      | с   | Комедианты                                   | The Comedians                                     | в роли самого себя                     |
| 2015      | мф  | Монстры на каникулах 2                       | Hotel Transylvania 2                              | Влад                                   |
| 2016      | мф  | Хранители дверей                             | Xiao men shen                                     | Рогман                                 |
| 2016      | мф  | Балерина                                     | Ballerina                                         | Люто                                   |
| 2018      | мф  | Монстры на каникулах 3: Море зовёт           | Hotel Transylvania 3                              | Влад                                   |
| 2019      | мф  | История игрушек 4                            | Toy Story 4                                       | мелефант Брукс                         |
| 2019      | мс  | Вилкинс задаёт вопросы                       | Forky Asks a Question                             | мелефант Брукс                         |
| 2019      | кор | —                                            | Olympians                                         | Зевс                                   |
| 2022      | мф  | Монстры на каникулах 4                       | Hotel Transylvania: Transformania                 | Влад                                   |
| 2022      | мф  | Пёс-самурай и город кошек                    | Paws of Fury: The Legend of Hank                  | Шоган                                  |

### Режиссёр, сценарист, продюсер
| Год       | Название                                     | Оригинальное название                                            | Режиссёр | Сценарист    | Продюсер    | Примечания                  |
| --------- | -------------------------------------------- | ---------------------------------------------------------------- | -------- | ------------ | ----------- | --------------------------- |
| 1949      | —                                            | The Admiral Broadway Revue                                       | Нет      | Да           | Нет         | телесериал                  |
| 1950—1954 | Представление представлений                  | Your Show of Shows                                               | Нет      | Да (139 эп.) | Нет         | телесериал                  |
| 1954      | —                                            | New Faces                                                        | Нет      | Да           | Нет         |                             |
| 1954      | —                                            | The Imogene Coca Show                                            | Нет      | Да (1 эп.)   | Нет         | телесериал                  |
| 1954—1957 | Час Сизара                                   | Caesar’s Hour                                                    | Нет      | Да (29 эп.)  | Нет         | телесериал                  |
| 1958      | —                                            | Sid Caesar Invites You                                           | Нет      | Да (13 эп.)  | Нет         | телесериал                  |
| 1959      | —                                            | Accent on Love                                                   | Нет      | Да           | Нет         | телешоу                     |
| 1959      | —                                            | At the Movies                                                    | Нет      | Да           | Нет         | телешоу                     |
| 1959      | —                                            | Kraft Music Hall Presents: The Dave King Show                    | Нет      | Да (1 эп.)   | Нет         | телесериал                  |
| 1959      | Час «Юнайтед Стейтс Стил»                    | The United States Steel Hour                                     | Нет      | Да (2 эп.)   | Нет         | телесериал                  |
| 1960      | —                                            | The Man in the Moon                                              | Нет      | Да           | Нет         | телефильм                   |
| 1960      | Пьеса недели                                 | Play of the Week                                                 | Нет      | Да (1 эп.)   | Нет         | телесериал                  |
| 1960      | —                                            | The Revlon Revue                                                 | Нет      | Да (2 эп.)   | Нет         | телесериал                  |
| 1961      | Дамский угодник                              | The Ladies Man                                                   | Нет      | Да           | Нет         |                             |
| 1963      | Критик                                       | The Critic                                                       | Нет      | Да           | Нет         | короткометражный мультфильм |
| 1963      | —                                            | Inside Danny Baker                                               | Нет      | Да           | Нет         | телефильм                   |
| 1965      | Шоу Дика Эмери                               | The Dick Emery Show                                              | Нет      | Да (6 эп.)   | Нет         | телесериал                  |
| 1965—1970 | Напряги извилины                             | Get Smart                                                        | Нет      | Да (138 эп.) | Нет         | телесериал                  |
| 1967      | Шоу Дика Эмери                               | The Sid Caesar, Imogene Coca, Carl Reiner, Howard Morris Special | Нет      | Да (6 эп.)   | Нет         | телешоу                     |
| 1968      | Продюсеры                                    | The Producers                                                    | Да       | Да           | Нет         |                             |
| 1970      | Энни, женщина в жизни мужчины                | Annie, the Women in the Life of a Man                            | Нет      | Да           | Нет         | телефильм                   |
| 1970      | Костяная аллея                               | Shinbone Alley                                                   | Нет      | Да           | Нет         | мультфильм                  |
| 1970      | Двенадцать стульев                           | The Twelve Chairs                                                | Да       | Да           | Нет         |                             |
| 1973      | —                                            | Ten from Your Show of Shows                                      | Нет      | Да           | Нет         |                             |
| 1974      | Сверкающие сёдла                             | Blazing Saddles                                                  | Да       | Да           | Нет         |                             |
| 1974      | Молодой Франкенштейн                         | Young Frankenstein                                               | Да       | Да           | Нет         |                             |
| 1975      | —                                            | The 2000 Year Old Man                                            | Нет      | Да           | Нет         | телефильм                   |
| 1975      | Гнилое старое время                          | When Things Were Rotten                                          | Нет      | Да (13 эп.)  | Да (13 эп.) | телесериал                  |
| 1976      | Немое кино                                   | Silent Movie                                                     | Да       | Да           | Нет         |                             |
| 1976      | —                                            | The August                                                       | Нет      | Нет          | Да          | короткометражный фильм      |
| 1977      | Страх высоты                                 | High Anxiety                                                     | Да       | Да           | Да          |                             |
| 1980      | Обнажённая бомба                             | The Nude Bomb                                                    | Нет      | Да           | Нет         |                             |
| 1980      | Человек-слон                                 | The Elephant Man                                                 | Нет      | Нет          | Да          |                             |
| 1981      | Всемирная история, часть первая              | History of the World, Part I                                     | Да       | Да           | Да          |                             |
| 1982      | Мой лучший год                               | My Favorite Year                                                 | Нет      | Нет          | Да          |                             |
| 1982      | Фрэнсис                                      | Frances                                                          | Нет      | Нет          | Да          |                             |
| 1983      | Быть или не быть                             | To Be or Not to Be                                               | Нет      | Нет          | Да          |                             |
| 1983      | Аудиенция с Мелом Бруксом                    | An Audience with Mel Brooks                                      | Нет      | Да           | Нет         | телефильм                   |
| 1985      | Доктор и дьяволы                             | The Doctor and the Devils                                        | Нет      | Нет          | Да          |                             |
| 1986      | Муха                                         | The Fly                                                          | Нет      | Нет          | Да          |                             |
| 1986      | Дети солнца                                  | Solarbabies                                                      | Нет      | Нет          | Да          |                             |
| 1987      | Черинг Кросс Роуд, 84                        | 84 Charing Cross Road                                            | Нет      | Нет          | Да          |                             |
| 1987      | Космические яйца                             | Spaceballs                                                       | Да       | Да           | Да          |                             |
| 1989      | —                                            | The Nutt House                                                   | Нет      | Да (2 эп.)   | Да (10 эп.) | телесериал                  |
| 1991      | Жизнь — дерьмо                               | Life Stinks                                                      | Да       | Да           | Да          |                             |
| 1992      | Бродяга                                      | The Vagrant                                                      | Нет      | Нет          | Да          |                             |
| 1993      | Робин Гуд: Мужчины в трико                   | Robin Hood: Men In Tights                                        | Да       | Да           | Да          |                             |
| 1995      | Дракула: Мёртвый и довольный                 | Dracula: Dead and Loving It                                      | Да       | Да           | Да          |                             |
| 2001      | Великие представления                        | Great Performances                                               | Нет      | Да (1 эп.)   | Нет         | телесериал                  |
| 2005      | Продюсеры                                    | The Producers                                                    | Нет      | Да           | Да          |                             |
| 2008      | Напряги извилины                             | Get Smart                                                        | Нет      | Да           | Нет         |                             |
| 2008      | Напряги извилины. Брюс и Ллойд: Без тормозов | Get Smart’s Bruce and Lloyd Out of Control                       | Нет      | Да           | Нет         | сразу на видео              |
| 2008—2009 | Космобольцы                                  | Spaceballs: The Animated Series                                  | Нет      | Да (15 эп.)  | Да (15 эп.) | мультсериал                 |
| 2012      | —                                            | Mel Brooks Strikes Back!                                         | Нет      | Нет          | Да          | стендап-концерт             |
| 2015      | —                                            | Mel Brooks Live at the Geffen                                    | Нет      | Да           | Да          | стендап-концерт             |
| 2017      | Сэм                                          | Sam                                                              | Нет      | Нет          | Да          |                             |
| 2020      | —                                            | Young Frankenstein Live!                                         | Нет      | Да           | Да          | телефильм                   |
| 2023      | Всемирная история, часть вторая              | History of the World, Part II                                    | Да       | Нет          | Да          | телесериал                  |

## Дискография

### Комедийные шоу
- 2000 Years with Carl Reiner and Mel Brooks (World Pacific Records, 1960)[9]
- 2001 Years with Carl Reiner and Mel Brooks (Capitol Records, 1961)
- Carl Reiner and Mel Brooks at the Cannes Film Festival (Capitol Records, 1962)
- 2000 and Thirteen with Carl Reiner and Mel Brooks (Warner Bros. Records, 1973)[10]
- The Incomplete Works Of Carl Reiner & Mel Brooks (Warner Bros. Records, 1973)
- Excerpts from The Complete 2000 Year Old Man (Rhino Records, 1994)[11]
- The 2000 Year Old Man in the Year 2000 (Rhino Records, 1997)

### Саундтреки
- «Продюсеры» (RCA Victor, 1968)
- «Страх высоты» — Original Soundtrack (Asylum Records, 1978)
- «Всемирная история, часть 1» (Warner Bros. Records, 1981)
- «Быть или не быть» (Island Records, 1984)
- «Продюсеры (мюзикл)» (Sony Classical, 2001)